# Luciën Sloof
Luciën Sloof (Waddinxveen, 7 juni 1990) is een Nederlandse biatleet. Hij maakt deel uit van de biatlonfamilie Sloof, want zijn oudere broer Joël en zijn zusje Chardine doen ook aan biatlon.
Hij nam tweemaal deel aan het Junioren Wereldkampioenschap, eenmaal in 2010 andermaal in 2011. Zijn beste prestatie was in 2010 op het onderdeel 15 km individueel, daarop werd Luciën 28e.
In het seizoen 2010/2010 maakte Luciën zijn debuut in de wereldbeker in Ruhpolding. Daarbij nam hij deel aan de 20 km individueel en de 10 km sprint, op het eerste onderdeel finishte hij niet en op de sprint werd hij 96e en laatste. Deze uitslagen waren mede te wijten aan een ziekte die Luciën had opgelopen en daardoor niet helemaal fit was.
Sinds het seizoen 2013/2014 komt hij voor Zweden uit.

## Resultaten

### Wereldkampioenschappen junioren
| Jaar | Plaats     | Onderdeel   | Onderdeel | Onderdeel     | Onderdeel |
| Jaar | Plaats     | Individueel | Sprint    | Achtervolging | Estafette |
| ---- | ---------- | ----------- | --------- | ------------- | --------- |
| 2010 | Torsby     | 28e         | 57e       | 47e           | –         |
| 2011 | Nové Město | 45e         | 66e       | –             | –         |

### Wereldbeker
Eindklasseringen
| Seizoen   | Algemeen | Individueel | Sprint | Achtervolging | Massastart |
| --------- | -------- | ----------- | ------ | ------------- | ---------- |
| 2010/2011 | –        | –           | –      | –             | –          |
| 2011/2012 | –        | –           | –      | –             | –          |
| 2012/2013 | –        | –           | –      | –             | –          |
| 2013/2014 | –        | –           | –      | –             | –          |

### Seizoenoverzichten

#### 2010/2011
- Junioren Wereldkampioenschap: 45e individueel en 66e sprint
- Junioren Europees kampioenschap: 19e individueel, 19e sprint en 31e achtervolging
- Europees kampioenschap: 16e estafette mannen (samen met Herbert Cool, Joël Sloof en Maximilian Götzinger)
- Wereldbeker in Ruhpolding (debuut): niet gefinisht individueel en 96e sprint

#### 2009/2010
- Junioren Wereldkampioenschap: 28e individueel, 57e sprint en 47e achtervolging
- Junioren Europees kampioenschap: 38e individueel en gediskwalificeerd sprint

#### 2008/2009
- Jeugd Wereldkampioenschap: 47e individueel, 19e sprint en 21e achtervolging
- Junioren Europees kampioenschap: 24e individueel, 35e sprint en 41e achtervolging

#### 2007/2008
- Jeugd Wereldkampioenschap: 60e individueel en 83e sprint
- Jeugd Europees kampioenschap: 68e individueel, 54e sprint en 47e achtervolging